# 2017 en mathématiques
Cet article présente les faits marquants de l'année 2017 en mathématiques.

## Prix
- Prix Abel en mathématiques : Yves Meyer

## Décès
- 1er janvier : Robert Vallée (né en 1922), cybernéticien et mathématicien français.

- 6 février : Raymond Smullyan (né en 1919), mathématicien, logicien et magicien américain.
- 7 février : Hans Rosling (né en 1948), statisticien suédois.
- 19 février : Igor Chafarevitch (né en 1923), mathématicien russe.
- 26 février :
  - Ludvig Faddeev (né en 1934), physicien et mathématicien russe.
  - Lester Randolph Ford junior (né en 1927), mathématicien américain.

- 9 mars : Jacqueline Naze Tjøtta (née en 1935), mathématicienne norvégienne.

- 13 avril : Komaravolu Chandrasekharan (né en 1920), mathématicien indien.
- 16 avril : Jean-Christophe Hervé (né en 1961), statisticien français.

- 7 mai : Wu Wenjun (né en 1919), mathématicien chinois.
- 8 mai : Cécile DeWitt-Morette (née en 1922), mathématicienne et physicienne française.
- 20 mai : Jean E. Sammet (née en 1928), mathématicienne américaine.

- 6 juin : Walter Noll (né en 1925), mathématicien et physicien américain.
- 17 juin : William S. Massey (né en 1920), mathématicien américain.
- 21 juin : Jean-Pierre Kahane (né en 1926), mathématicien français.
- 27 juin : Uta Merzbach (née en 1933), mathématicienne américaine.

- 2 juillet : Marjorie Rice (née en 1923), mathématicienne américaine.
- 7 juillet : Marina Ratner (née en 1938), mathématicienne russo-américaine.
- 13 juillet : Norman Johnson (né en 1930), mathématicien américain.
- 14 juillet : Maryam Mirzakhani (née en 1977), mathématicienne iranienne et la première femme à recevoir la médaille Fields.

- 8 août : Cathleen Synge Morawetz (née en 1923), mathématicienne canadienne.
- 6 septembre :
  - Vladimir Levenshtein (né en 1935), mathématicien et informaticien russe.
  - Lotfi Zadeh (né en 1921), mathématicien, informaticien, ingénieur azéri.
- 30 septembre : Vladimir Voevodsky (né en 1966), mathématicien russe, récipiendaire de la médaille Fields.

- 23 octobre : Joyce McLaughlin (née en 1939), mathématicienne américaine.

- 2 novembre : Francis Allotey (né en 1932), physicien mathématicien ghanéen.
- 21 novembre : George E. Collins (né en 1928), mathématicien et informaticien théoricien américain.
- 29 novembre : Mary Lee Woods (née en 1924), mathématicienne britannique.
- 14 décembre : Ákos Császár (né en 1924), mathématicien hongrois.
- 30 décembre : George B. Purdy (né en 1944), mathématicien et informaticien américain.
- 31 décembre : Aravind Joshi (né en 1929), informaticien et mathématicien indien spécialiste de linguistique informatique.